# Кузьмин, Денис Викторович
Денис Викторович Кузьмин (род. 7 апреля 1989, Нижнекамск, Татарская АССР) — российский хоккеист, защитник. Тренер.

## Биография
Сын футболиста. С семи лет — воспитанник ДЮСШ по хоккею «Нефтехимик». С сезона 2005/06 — игрок команды первой лиги «Нефтехимик-2», В сезоне 2009/10 играл в МХЛ за «Реактор». Играл в командах ВХЛ «Ариада-Акпарс» Волжск (2010/11 — 2011/12) и «Сарыарка» Караганда (Казахстан, 2012/13 — 2013/14). Побывав на просмотре, 31 июля 2014 года подписал контракт с клубом КХЛ «Адмирал». 22 июня 2015 года был обменян в «Нефтехимик». 1 апреля 2016 года продлил соглашение, 16 мая 2017 года заключил двухлетнее одностороннее соглашение с «Амуром», где провёл два сезона. Играл за команды ВХЛ ЦСК ВВС Самара и «Ермак» Ангарск (2019/20), «Южный Урал» Орск (2020/21). Выступал в Беларуси за «Витебск» (2021/22), «Шахтёр» Солигорск, «Ястребы» Пинск (2022/23).
Окончил МГЭИ («экономист»). С 2023 года — детский хоккейный тренер в Нижнекамске.